# اریک فلمینگ
اریک فلمینگ (انگلیسی: Eric Fleming; ۴ ژوئیهٔ ۱۹۲۵ – ۲۸ سپتامبر ۱۹۶۶) یک هنرپیشه اهل ایالات متحده آمریکا بود. وی بین سال‌های ۱۹۴۴ تا ۱۹۶۶ میلادی فعالیت می‌کرد.

## گزیده فیلمشناسی
از فیلم‌ها یا برنامه‌های تلویزیونی که وی در آن نقش داشته‌است می‌توان به آثار زیر اشاره کرد.
- بونانزا
- غرب وحشی وحشی (مجموعه تلویزیونی)
- سریال تلویزیونی روهاید